# Rampolla (famiglia)

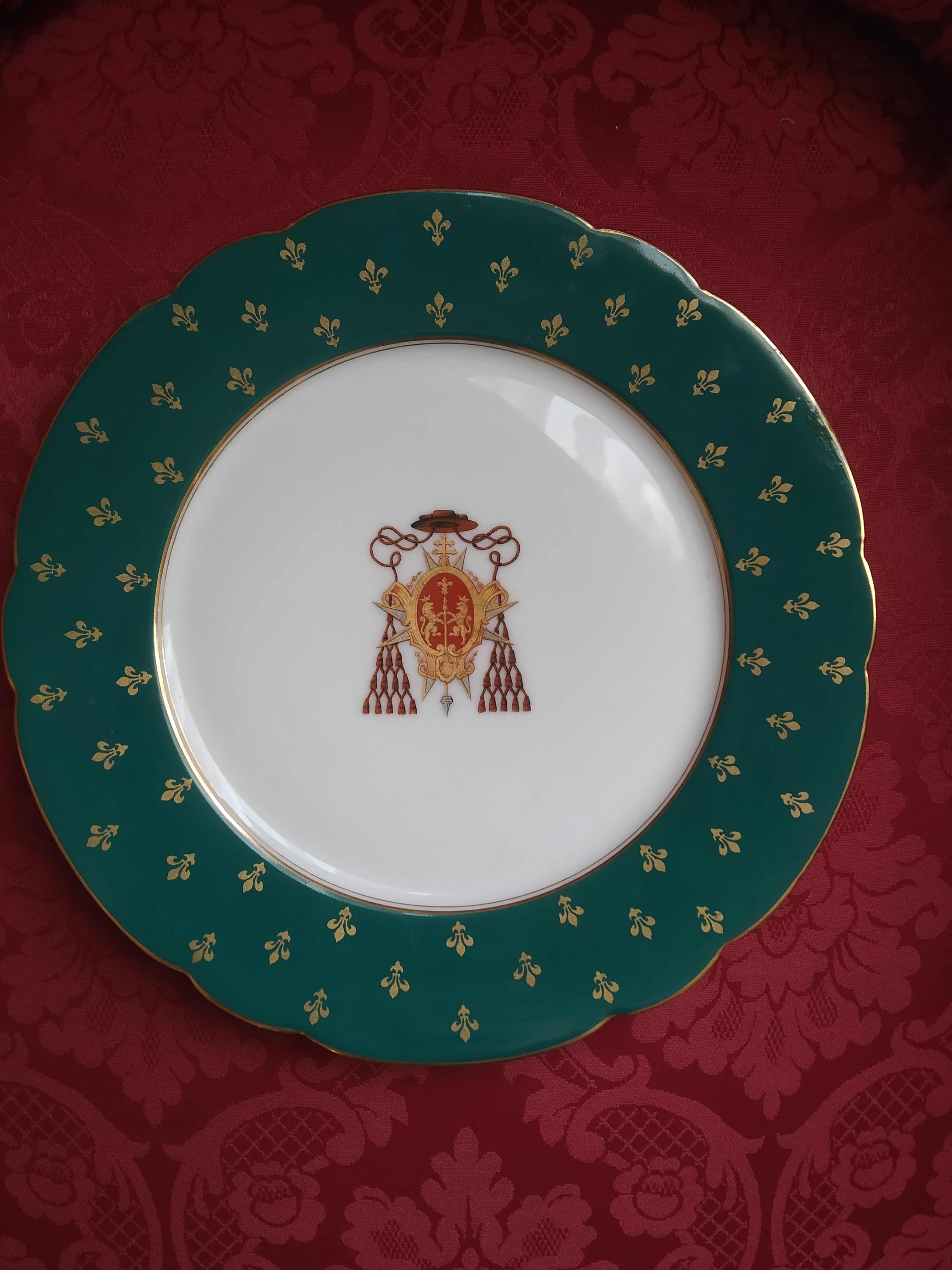
Piatto commissionato alla Ginori dall'Ambasciata di Francia per il cardinale Mariano Rampolla del Tindaro, Segretario di Stato di papa Leone XIII - Manifattura di Doccia (Collezione Avv. Nicola Gagliardo, Palermo)

La Casata dei Rampolla, detta anche Rampolla del Tindaro, è un'antica famiglia nobiliare italiana originaria della Toscana, trapiantata in Sicilia nel corso del XIV secolo. Elevata al rango comitale nel XVIII secolo, ha avuto un ruolo significativo nella storia siciliana, soprattutto tra Palermo, le Madonie e Messina, e italiana.

## Storia

### Origini
La famiglia trae origine dai Ronconi di Ripafratta, casata pisana di tradizione militare, già attiva nel XIII secolo. Un ramo fedele al Regno di Francia si separò durante le lotte fra Guelfi e Ghibellini, trasferendosi in Sicilia attorno al 1370, insediandosi a Polizzi Generosa, nell'attuale Libero consorzio comunale di Palermo. Il capostipite siciliano documentato è Antonino Rampolla.

### XV secolo
Nel 1428, Girolamo Rampolla fu ammesso all'Ordine di Malta, ottenendo il riconoscimento ufficiale della condizione di nobiltà cavalleresca per il casato.
In questo secolo la famiglia cominciò ad accrescere la propria influenza patrimoniale e sociale nel territorio montano delle Madonie. A Polizzi Generosa e nei centri vicini, i Rampolla acquisirono o gestirono vasti possedimenti agricoli e boschivi, mulini ad acqua e diritti pastorali, consolidando la propria autorità all'interno delle magistrature municipali e del clero locale.

### XVI secolo
Nel XVI secolo, la famiglia Rampolla, ormai stabilmente radicata a Polizzi Generosa, iniziò a consolidare il proprio status tra la nobiltà civica e rurale del Val Demone. In questo periodo, alcuni membri del casato risultano registrati nei capitoli civici locali con funzioni di giurato, capitano di giustizia e massaro, partecipando attivamente alla gestione delle magistrature comunali e degli affari patrimoniali del comune.
Secondo le fonti notarili locali, in questo secolo i Rampolla acquisirono nuovi appezzamenti agricoli nelle contrade di Santa Venera e Chiaramonte, dove gestivano latifondi misti a bosco, utilizzati per la transumanza e la coltivazione del grano. Alcuni membri della famiglia svolgevano inoltre attività come appaltatori di diritti doganali e decime ecclesiastiche, attraverso accordi stipulati con il vescovo di Cefalù e con il maestro razionale del Regno di Sicilia.
Nel 1589, Giovanni Rampolla fu firmatario di atti pubblici come testimone nobile nella Curia di Polizzi, mentre nel 1594 Paolo Rampolla figura fra i sindaci della città con delega alle acque e mulini.

### XVII secolo
Nel corso del XVII secolo, la famiglia Rampolla consolidò la propria presenza in ambito ecclesiastico attraverso la figura di fra Angelico Rampolla, che fu generale dell'Ordine Ospedaliero di San Giovanni di Dio dal 1639 al 1645.
In ambito civile, membri del casato furono attivi nelle istituzioni municipali delle capitanate del Val Demone, ricoprendo le cariche di giurato o capitano di giustizia in città come Polizzi Generosa, Castelbuono e Petralia Soprana. Secondo gli atti comunali consultabili negli archivi notarili locali, la famiglia esercitava funzioni giurisdizionali e tributarie legate alla gestione di feudi, diritti di passo, mulini e aree boschive.

### XVIII secolo
Nel XVIII secolo, il casato fu ufficialmente elevato alla nobiltà titolata: l'11 luglio 1726, Antonio Rampolla ottenne per sé e i suoi discendenti il titolo di Conte del Tindaro mediante atto di investitura registrato presso la Regia Secrezia di Palermo, dopo aver acquistato i diritti feudali secondo la prassi vigente nel Regno di Sicilia.
Il predicato si riferiva al promontorio sacro di Tindari, nei pressi di Patti, sede dell'antico santuario della Madonna di Tindari, da cui la famiglia assunse l'appellativo Rampolla del Tindaro. Il titolo fu regolarmente trasmesso per primogenitura maschile ed è documentata l'investitura del figlio Mariano Rampolla nel 1743 e del nipote Vincenzo Gaetano Rampolla nel 1790.
Durante questo secolo, la famiglia mantenne il proprio status tra l'aristocrazia rurale, con residenza stabile a Polizzi Generosa e proprietà anche a Castel di Lucio, Caltavuturo e Gangi. I Rampolla continuarono a occupare posizioni municipali, ecclesiastiche e amministrative locali, con particolare rilievo nella Real Deputazione dell'Azienda gesuitica dopo l'espulsione della Compagnia di Gesù in Sicilia nel 1767.

### XIX secolo
Nel corso del XIX secolo, la famiglia continuò a mantenere un ruolo attivo nella vita ecclesiastica e politica della Sicilia e , dopo l'unificazione italiana, del Regno d'Italia. In questo periodo si colloca la figura di Mariano Rampolla del Tindaro, nato a Polizzi Generosa nel 1843, appartenente a uno dei rami principali del casato. Dopo la formazione teologica e canonistica presso il Pontificio Seminario Romano Maggiore, l'Almo Collegio Capranica e la Pontificia Università Gregoriana, fu ordinato sacerdote nel 1866 e avviato alla carriera diplomatica presso la Santa Sede. Dopo aver ricoperto incarichi presso la Segreteria di Stato della Santa Sede, fu nominato nunzio apostolico a Madrid e, nel 1887, creato cardinale da papa Leone XIII, che lo designò segretario di Stato della Santa Sede.
Durante il suo mandato promosse l'orientamento filofrancese della diplomazia vaticana e sostenne l'impegno della Chiesa cattolica nelle questioni sociali europee. Il suo nome emerse come papabile nel conclave del 1903, ma la sua candidatura fu ostacolata dal veto imposto dall'Impero austro-ungarico, evento che suscitò un dibattito internazionale e condusse all'abolizione dello jus exclusivae da parte del futuro papa Pio X.
Alla fine del secolo, Mariano Rampolla ricoprì anche le cariche di arciprete della Basilica Vaticana, camerlengo del Sacro Collegio Cardinalizio e prefetto della Congregazione del Sant'Uffizio, lasciando una vasta corrispondenza diplomatica e dottrinale. La sua attività ecclesiastica segnò uno dei vertici della presenza del casato Rampolla nelle gerarchie della Chiesa cattolica moderna.

### Epoca recente
Nel Novecento, la casata dei Rampolla mantenne una presenza significativa sia nell'ambito ecclesiastico sia in quello culturale, proseguendo la propria tradizione di impegno nelle istituzioni religiose e nella conservazione della memoria familiare.
Mariano Rampolla (1893-1945), appartenente alla linea primogenita, fu l'ultimo discendente documentato del ramo che aveva detenuto il titolo comitale sin dal XVIII secolo. Suo cugino, monsignor Mariano Rampolla del Tindaro, intraprese la carriera ecclesiastica presso il Pontificio Seminario Romano Maggiore e la Pontificia Università Gregoriana, ricoprendo l'incarico di sottosegretario della Congregazione dei Seminari e svolgendo attività didattica, tra i cui allievi si annoverava il futuro poeta Salvatore Quasimodo.
Nel secondo dopoguerra, il comandante Achille Rampolla del Tindaro fu attivo nella tutela del patrimonio familiare e locale. Una sezione del Museo del Cardinale Mariano Rampolla del Tindaro a Polizzi Generosa è dedicata alla sua figura, con documenti e cimeli della prima metà del Novecento esposti al pubblico.
Nel XXI secolo, si è distinta Ida Rampolla del Tindaro, docente e promotrice culturale, fondatrice della Biblioteca Lancia di Brolo e del Museo della Scuola di Polizzi Generosa, sedi di attività educative e di valorizzazione del patrimonio scolastico siciliano. Per il suo impegno nella didattica e nella cooperazione culturale, è stata insignita nel 2018 del titolo di Cavaliere della Repubblica.

## Conti del Tindaro (1726-1945)
Il titolo di Conte del Tindaro fu conferito ad Antonio Rampolla dal governo del Regno di Sicilia l'11 luglio 1726, mediante acquisto autorizzato dal Giudice Deputato, in conformità alle norme sul commercio dei titoli feudali allora vigenti. Il predicato fa riferimento all'antico sito sacro di Tindari, presso Patti, in Sicilia. La dignità fu trasmessa per primogenitura nel ramo principale della famiglia Rampolla del Tindaro, con residenza tra Polizzi Generosa, Palermo e Messina, fino alla metà del XX secolo.
- Antonio Rampolla (ca. 1680-1742), I conte del Tindaro, investito nel 1726;
- Mariano Rampolla (ca. 1700-1760), II conte del Tindaro, figlio del precedente;
- Vincenzo Gaetano Rampolla (1738-1804), III conte del Tindaro, figlio del precedente;
- Mariano Rampolla (1765-1826), IV conte del Tindaro, figlio del precedente;
- Girolamo Rampolla (1795-1854), V conte del Tindaro, figlio del precedente;
- Federico Gandolfo Rampolla (1838-post 1900), VI conte del Tindaro, figlio del precedente;
- Girolamo Alberto Rampolla (1865-post 1930), VII conte del Tindaro, figlio del precedente;
- Mariano Rampolla (1893-1945), VIII e ultimo conte del Tindaro, figlio del precedente.